# 1613 en santé et médecine
| Années de la santé et de la médecine : 1610 - 1611 - 1612 - 1613 - 1614 - 1615 - 1616    |
| Décennies de la santé et de la médecine : 1580 - 1590 - 1600 - 1610 - 1620 - 1630 - 1640 |

Cet article présente les faits marquants de l'année 1613 en santé et médecine.

## Événements
- La chaire de médecine de l'université d'Uppsala en Suède, vacante depuis sa fondation en 1595, est occupée pour la première fois, par Johannes Chesnecopherus (sv)[1].
- 1611-1613 : « il y [a] dans le terroir d'Arles une si grande quantité de sauterelles qu'elles obscurciss[ent] le soleil[2] ».
- 1613-1618 : la parution de la Gygantostéologie[3] de Nicolas Habicot († 1624, chirurgien du duc de Nemours[4]) « ouvre une querelle sur l'existence et la taille des géants, qui oppos[e] historiens, médecins et chirurgiens » et à laquelle la  Gigantologie[5]. de Jean Riolan le Jeune mettra fin en concluant à l'imposture[6],[7],[8].

## Publications
- Parution, à Brescia, chez Bartolomeo Fontana, des Secreti universali de Florian Canale (1575 – ap. 1612[9]).
- Jean Riolan le Jeune fait paraître son Osteologia[10], ainsi qu'une  Gigantomachie « pour répondre à la Gygantostéologie » de Nicolas Habicot[11].

## Naissance
- Claude Perrault (mort en 1688), médecin et architecte français[12].

## Décès
- Jacques Guillemeau (né en 1549), chirurgien et obstétricien français, auteur en 1585 d'un Traité des maladies de l’œil[13], premier du genre en langue française[14].
- Pierre Pigray (né vers 1532), médecin des rois Henri IV et Louis XIII[15],[16].